# 嚴重特殊傳染性肺炎疫情對臺灣教育的影響
嚴重特殊傳染性肺炎疫情對臺灣教育的影響是指中華民國在2019冠狀病毒病臺灣疫情期間的教育相關機構的因應與發生事件。

## 時間表
- 2020年2月2日，教育部宣布，為防止疫情擴散，高級中等以下學校延後開學，由2月11日延後至2月25日，而休業式也延後至7月14日[1]。

- 2020年2月3日，教育部宣布大專院校延後開學，開學日延至2月25日以後，學期維持18週，各大專院校多延至2月25日或3月2日[2][3][4][5][6]。

- 2020年2月6日，國中教育會考考試範圍首度縮減，第6冊減為1/2或2/3[7]。

- 2020年2月11日，公告108學年度全國學生表演藝術類競賽活動，個人賽如期辦理，團體賽暫停辦理[8]。

- 2020年2月12日，大考中心宣布109學年度大學指定科目考試日程延後至7月3~5日[9]。

- 2020年2月19日，教育部發函各縣市政府教育局，全國中小學2月25日開學後，學生需由家長於家中、或由校方於學生進教室前，為學生量測體溫；凡耳溫超過38度、額溫超過37.5度，需盡速就醫在家休息，學校不會將其列入出缺席紀錄[10][11][12]。

- 2020年2月20日，教育部公布「校園因應『嚴重特殊傳染性肺炎』（武漢肺炎）疫情停課標準」。高級中等以下學校一班有1名師生被中央流行疫情指揮中心列為確定病例，該班停課；一校14天內有2名以上師生確定病例，就達全校停課標準；一鄉鎮市區有1/3學校全校停課，該鄉鎮市區停課。大專院校除報經教育部專案核准外，一班有1名師生確定病例，該師生所修（授）課程都停課；有2名以上師生確定病例，該校（區）停課[13][14][15]。

- 2020年3月5日，招聯會常委會經討論通過應變機制，並對外說明。招聯會針對受疫情影響無法參與甄試考生，一般校系取消面試筆試實作佔分均分到學測、書審，達錄取標準者以外加名額錄取。醫牙校系需經過當地衛生主管機關同意後，搭專車到防疫隔離試場由學校接手安排應試[16]。

- 2020年3月15日，案59所屬的班級全班停課，為臺灣第一起達到停課標準的個案[17]。

- 2020年3月16日，行政院採納中央流行疫情指揮中心建議，至本學期上課日結束為止，高中職以下的教職員工、學生禁止出國[18]。

- 2020年3月17日，教育部宣布全國高中以下師生禁止出境，違者將處新台幣10至100萬的罰款，並將公布其姓名[19]。

- 2020年3月19日，案59和案103所屬班級與學校已有2人確診，根據防疫停課標準，該校自3月20日至27日進行全校停課。衛生單位也將針對案59教室座位周圍同學進行擴大採檢[20]。

- 2020年3月24日，清大出現確診者（案216），其26名接觸者適用停課標準，造成20門課程停課、改採遠距教學至31日[21]。

- 2020年3月25日，針對即將到來的統測、會考、指考，教育部要求研議補考機制，以應對有學生因為隔離而無法考試的情形[22]。

- 2020年3月30日，案299所屬幼兒園班級停班14天[23]。

- 2020年4月6日，案365所屬幼兒園全校停課14天[24]。另外，臺師大因3月31日出現確診病例，至17日的課程採遠距教學，並進行校園內全面消毒[25][26]。
- 2020年4月18日，因海軍敦睦遠航訓練支隊新增2名實習生和1軍人染疫，政戰學院自19日起停課2周，海軍官校自20日起停課2周。國防大學[27]。

- 2021年2月3日，考量國際疫情持續嚴峻，為了讓學校有充裕時間進行消毒，教育部宣布各級學校的109學年度第2學期開學日，一率延期至2021年2月22日以後[28][29][30]。

- 2021年5月17日，臺北市市長柯文哲、新北市市長侯友宜召開會議討論取得共識後，於當日早上決議雙北高中職以下學校、補習班及安親班自18日至28日全部停課[31]。

- 2021年5月18日下午，中華民國教育部宣布，5月19日起至5月28日全國各級學校停止到校上課[32]。

- 2021年5月19日下午，中央流行疫情指揮中心表示即日起至2021年5月28日，提升全國疫情警戒至第三級，各級學校持續停止到校上課[33][34]。2021年5月25日下午，全國三級警戒再延長至6月14日，各級學校同步停止到校上課[35]。

- 2021年6月7日，行政院宣佈延長全國三級警戒再延長至6月28日，全國各級學校配合停課至暑假[36]。

- 2021年9月23日，「BNT疫苗」開放第一劑給12歲至未滿18歲的青少年施打，施打完三天內可請疫苗假。[37]

- 2021年12月20日，開放「12至17歲」青少年接種「第一劑BNT疫苗」後（間隔12週以上），接種「第二劑BNT疫苗」，施打完三天內可請疫苗假。[38]

- 2022年9月12日起，台灣的學校班上有人確診不停課，而此前只要有1人確診，班級停課3天，[39]